# Наприкінці приходить смерть
«Наприкінці приходить смерть» (англ. Death Comes as the End) — детективний роман англійської письменниці  Агати Крісті, опублікований видавництвом «Dodd, Mead and Company» в 1944 року. Єдиний роман Крісті, написаний у жанрі історичного детективу, дії роману відбувається в давньоєгипетських Фівах у 2000 році до н. е.

## Сюжет
Розповідь починається зі спогадів Ренисенб, молодої вдови, про час, коли її батько жрець Імхотеп привів у будинок нову наложницю, Нофрет. З появою її в родині починають відбуватися неприємні події. Нофрет має кепський характер і пересварює між собою всіх домочадців, особливо синів. Вона обмовляє на них і Імхотеп загрожує їм розправою. Родина одностайна у своїй ненависті до юної коханки. Коли Нофрет знаходять мертвою, ніхто не сумнівається, що це вбивство. Мотив був у кожного.

## Персонажі
- Імхотеп — жрець
- Нофрет — наложниця Імхотепа
- Іза — мати Імхотепа
- Яхмос — старший син Імхотепа
- Сатипи  — дружина Яхмуса
- Іпи — молодший син Імхотепа
- Ренесенб  — дочка Імхотепа
- Собек — середній син Імхотепа
- Кайт — дружина Собека
- Камени — родич Імхотепа, коханий Ренесенб
- Горі — сімейний переписувач і керуючий Імхотепа
- Хенет — домоправителька Імхотепа